# Vandområdeplan 1.1 Nordlige Kattegat, Skagerrak
Vandplan 1.1 Nordlige Kattegat, Skagerrak omfatter et areal på godt
2.670 km² og dækker størstedelen af Vendsyssel. Landområdet dækker 
de kystnære områder fra Skagen til Agger på vestkysten, og fra Skagen
til lidt syd for udmundingen af Mariager Fjord samt Læsø mod øst. 
Vandplanen omfatter 1.673 km vandløb, 32 søer og 15 grundvandsforekomster.
Områdets kystvande omfatter 2 særskilte
kystvande det nordlige Kattegat 
nord for udmundingen af Mariager Fjord og Skagerrak med  en lille del af Vesterhavet.
Kommunerne Hjørring, Frederikshavn, Læsø, Brønderslev  , Jammerbugt ,
Thisted, Aalborg , Rebild , Mariagerfjord  og Randers Kommuner har
større eller mindre arealer i planområdet. Der  bor ca. 140.000 mennesker, og Hjørring, Frederikshavn og Skagen er de større byer. Ca. 116.000
indbyggere bor i byer med mere end 500 indbyggere.

## Natura 2000
Der er 29 Habitatområder, 12 Fuglebeskyttelsesområder
og 5 Ramsarområder som ligger helt eller delvist i hovedvandoplandet
til Nordlige Kattegat og Skagerrak. Disse er samlet i 26 Natura 2000 områder, med et
samlet landareal på ca. 40.000 ha.

## Indsatsprogram
Man har fastsat et mål  for den samlede kvælstofreduktion på 19.000 tons, men vandplanerne fastlægger i første omgang kun en  indsats i forhold til 9.000
tons. Forbedringen af de fysiske forhold i vandløb er i vandplanerne
fastlagt på et niveau, der er realistisk at gennemføre i første
afkortede planperiode. Omkostningerne ved implementering af miljømålsloven i Hovedvandopland
Nordlige Kattegat og Skagerrak forventes i 1. planperiode at blive i alt ca. 16 millioner kroner
pr. år.
I henhold til Lov om randzoner (lov nr. 591 af 14. juni 2011) udlægges
der randzoner på op til 10 meter fra bredden af alle vandløb og
søer større end 100m2 der ligger i landzone. I randzonen må der ikke foretages
gødskning, sprøjtning, dyrkning eller anden jordbearbejdning
Endvidere skal der fjernes over 300 faunaspærringer, gennemføres vandløbsreataurering på 114 km vandløb.
Effekten og målopfyldelse af nationale handleplaner for vandmiljø
og natur, herunder vand- og Natura 2000-planer gennemføres i
Danmark med det nationale overvågningsprogram NOVANA,

## Eksterne kilder og henvisninger
Vandplan 1.1 Hovedvandopland Nordlige Kattegat og
Skagerrak